# Elecciones generales de Lesoto de 1993
Las elecciones generales se llevaron a cabo en Lesoto entre el 27 y 29 de marzo de 1993. Se trataron de las primeras elecciones democráticas celebradas desde 1970. El Partido del Congreso de Basutolandia obtuvo todos los 65 escaños de la Asamblea Nacional al haber recibido 398.355 de votos, el 74.7%. Ntsu Mokhehle se convirtió en Primer Ministro.

## Resultados
| Partido                              | Votos   | %    | Escaños |
| ------------------------------------ | ------- | ---- | ------- |
| Partido del Congreso de Basutolandia | 398,355 | 74.7 | 65      |
| Partido Nacional Basoto              | 120,686 | 22.6 | 0       |
| Partido de la Libertad Marematlou    | 7,650   | 1.4  | 0       |
| Frente Popular para la Democracia    | 947     | 0.2  | 0       |
| Partido Hareeng Basoto               | 646     | 0.1  | 0       |
| Partido Democrático Unido            | 582     | 0.1  | 0       |
| Partido Kopanang Basoto              | 417     | 0.1  | 0       |
| Partido Laborista de Lesoto          | 244     | 0.1  | 0       |
| Partido Nacional Independiente       | 241     | 0.1  | 0       |
| Partido de la Educación de Lesoto    | 63      | 0.0  | 0       |
| Partido Unido                        | 51      | 0.0  | 0       |
| Partido Liberal de Lesoto            | 43      | 0.0  | 0       |
| Independientes                       | 2,753   | 0.5  | 0       |
| Total                                | 532,978 | 100  | 65      |
| Fuente: African Elections Database   |         |      |         |